# Masta Killa
Jamel Arief, geboren als Elgin Turner (Brooklyn, 18 augustus 1969), beter bekend als Masta Killa, is een Amerikaans rapper en lid van de Wu-Tang Clan. Hoewel een van de minder bekende leden van de groep (op hun debuutalbum Enter the Wu-Tang (36 Chambers) uit 1993 is hij slechts op een nummer te horen), is hij zeer productief op Clan groep albums en solo-projecten sinds het midden van de jaren 1990, en bracht zijn debuutalbum No Said Datum uit in 2004 met positieve recensies.

## Discografie
Albums
- No Said Date (2004)
- Made in Brooklyn (2006)
- Selling My Soul (2012)

- International Standard Name Identifier: 0000 0000 7910 1621
- Library of Congress Control Number: no2006122395
- MusicBrainz: 43ffac1a-f46a-4bd0-88f9-7715e104a122
- Nationale Bibliotheek van Tsjechië: xx0115915
- Virtual International Authority File: 44064266
- WorldCat: E39PBJvH7CPHTJh6tb9Qpd3JDq